# زولتان كوفاتش (سياسي مجري)
زولتان كوفاتش (بالمجرية: Kovács Zoltán)‏ هو سياسي مجري، ولد في 1 ديسمبر 1957 في المجر. حزبياً، نشط في فيدس – الاتحاد المدني المجري.

## مناصب
- انتخب عضو الجمعية الوطنية المجرية عن دائرة Individual Constituency Veszprém County No. 4  [لغات أخرى]‏ وقد انضم خلال فترته النيابية ‏ للكتلة البرلمانية فيدس – الاتحاد المدني المجري.
- في الانتخابات البرلمانية المجرية 2014 [الإنجليزية]‏، انتخب عضو الجمعية الوطنية المجرية عن دائرة Individual Constituency Veszprém County No. 4  [لغات أخرى]‏ وقد انضم خلال فترته النيابية ‏ (6 مايو 2014 – ) للكتلة البرلمانية فيدس – الاتحاد المدني المجري.
- انتخب Secretary of State for Territorial Public Administration ‏ (0 يونيو 2014 – ).
- انتخب عمدة.